# 공산주의의 역사
마르크스주의는 정립된 후 전세계에 널리 확산되어 20세기에 이르기까지 적극적 지지자들에 의하여 수많은 혁명을 이끄는 데 중요한 역할을 했다. 한편으로는 무장혁명을 거부하면서도 집단적 재산과 계급 없는 사회라는 마르크스주의적인 이상을 받아들인 공산주의자들도 많이 생겨났다.
공산주의는 집단이 생산 요소를 소유하는 경제 시스템이다. 국가에서는 정부가 집단을 대표하며, 생산 수단은  노동, 자본재 및 천연 자원이다.
공산주의 아래에는 사유 재산과 같은 것이 없다. 모든 재산은 공동 소유이며, 각 사람은 필요한 것에 따라 일부를 받는다. 강력한 중앙 정부인 국가는 경제 생산의 모든 측면을 통제하고 시민들에게 식량, 주택, 의료 및 교육을 포함한 기본적인 필수품을 제공한다.
공산주의의 역사는 부, 경제적 기업, 그리고 재산의 공동 소유의 핵심 이론적 가치를 공유하는 다양한 이념과 정치적 행동을 포함한다. 대부분의 현대 공산주의 형태는 적어도 명목상으로는 19세기 칼 마르크스가 고안한 이론과 방법인 마르크스주의에 근거한다.

## 어원

### 칼 마르크스와 공산주의의 기원
공산주의는 1848년에 쓰여진 The Communist Manifesto에서 유토피아 사회에 대한 자신의 아이디어를 개괄한 독일 철학자 칼 마르크스의 사상과 가장 자주 연관된 정부의 한 형태이다. 마르크스는 자본주의가 이윤과 사적 소유에 중점을 두고 있다고 믿었다. 그의 목표는 모든 사람이 노동의 혜택을 공유하고 주 정부가 모든 재산과 부를 통제하는 계급없는 사회를 장려하는 시스템을 장려하는 것이었다. 그는 아무도 다른 사람보다 우위를 차지하려고 애쓰지 않을 것이며 사람들은 더 이상 탐욕에 의해 동기를 부여받지 않을 것이라고 생각했다. 그러면 공산주의는 빈부 격차를 좁히고 노동자 착취를 종식시키고 가난한 사람들을 억압에서 해방시킬 것이다.
그러나 공산주의의 기본 사상은 마르크스에서 처음으로 비롯된 것이 아니다. 플라톤과 아리스토텔레스 같은 사상가들도 이미 고대에 그것을 논의했지만, 마르크스는 그것들을 대중적인 교리로 발전시켰고 나중에 실천으로 추진할 수 있는 원동력을 부여했다. 마르크스의 이상적인 사회는 경제적 평등과 공정성을 보장했다. 마르크스는 재산의 사적 소유가 탐욕과 착취를 조장한다고 믿었고 사회 문제에 대해 자본주의 체제를 비난했다. 문제는 산업혁명에서부터 비롯된 것이라고 그는 주장했다. 공장의 부상, 기계에 대한 의존, 대량 생산 능력은 억압을 조장하고 프롤레타리아트 또는 노동 계급의 발전을 장려하는 조건을 만들었다.
간단히 말해서 자본주의 체제에서 공장은 경제를 촉진했고 부유한 소수는 공장을 소유했다. 이러한  환경에서 많은 사람들이 공장 소유주를 위해 일하지 않고서는 생존할 수 없는 상황이 되었다. 이런 조건에서 부유한 소수는 살기 위해 일해야했던 노동자들을 착취했다. 그래서 마르크스는 프롤레타리아트를 해방시키거나 노동의 부담에서 해방시키려는 그의 계획을 설명했다. 유토피아에 대한 그의 생각은 사람들이 능력에 따라 할 수 있는 대로 일하고 모두가 부를 공유하는 땅이었다.
정부가 경제를 통제하고 국민이 자신의 재산을 국가에 넘겨 주면 한 집단의 사람들이 다른 집단보다 우위를 점할 수 없다. 마르크스는 이 이상을 그의 선언문에서 묘사했고, 여러 혁명가들이 실행으로 옮겼으나 공산주의의 현실은 이상에 훨씬 못 미쳤다. 20세기 대부분 동안 세계의 약 3분의 1이 공산주의 국가에 살았다. 그러나 공산주의 지도자들은 생산을 통제하고 부를 분배하는 전권을 쥐면서 독재 정권으로 변질된다. 서방 자본주의 국가들 또한 공산주의 확산을 억제하기 위한 각종 전략을 펼쳤고 대부분의 공산주의 국가들은 20세기를 넘기지 못하고 붕괴되었다. 결국 혁명을 요구하는 마르크스의 유토피아는 실현되지 않았다. 그러나 2020년 현재 북한, 베트남, 중국, 쿠바, 라오스 등 공산주의 국가가 계속 존재한다.

## 공산주의 이전(~1916)

### 마르크스주의이전의 공산주의
많은 역사적 집단들이 다음과 같은 형태의 공산주의로 여겨져 왔다.
칼 마르크스와 다른 초기 공산주의 이론가들은 구석기 시대부터 찰콜리틱에서 발견되는 원예 사회까지 수렵 채집 사회들은 본질적으로 평등주의적이고 따라서 그는 그들의 이데올로기를 원시 공산주의라고 불렀다.  초기 기독교는 모든 사람들 사이의 공유를 강조한 신약성서의 가르침에 기초한 공동소유 형태를 지지했다. 에세네와 같은 다른 고대 유태인 종파들도 평등주의와 공동생활을 지지했다.
유럽의 근대 초기에는 공산주의 사상을 지지하는 다양한 집단이 출현했다. 캄파넬라의 1601년 작품 태양의 도시는 사회의 산물이 평등하게 공유되어야 하는 사회의 개념을 전파했다. 몇 세기 안에, 영국 남북 전쟁 동안 라운드헤드 쪽에 있는 다양한 단체들은 평등주의적인 기반, 즉 레벨러와 디거스라는 곳에 부의 재분배를 전파했다. 18세기에 프랑스 철학자 루소는 그의 영향력 있는 사회 계약에서 군주의 통치보다는 민중의 주권에 기초한 정치 질서의 기초를 설명했다.그의 견해는 1789년 프랑스 혁명 동안 영향을 미쳤으며, 이 혁명은 다양한 반제국주의자들, 특히 야코뱅 족이 장 폴 마라트와 그라쿠스 바베프를 포함한 국민들 사이에 부를 균등하게 재분배하는 생각을 지지했다. 후자는 공동 소유, 평등주의, 재산 재분배에 기초한 혁명 정권을 수립하고자 하는 1796년 동족 음모에 연루되었다. 그러나 음모가 탐지되었고 그와 관련된 몇몇 사람들은 체포되어 처형되었다. 그의 견해와 방법 때문에, 비록 공산주의라는 용어가 당시에는 사용되지 않았지만, 바부예프의 공동 공모자인 필리프 부오나로티에 따르면, 초기 급진적 평등주의자들의 반대자들은 그들을 공산주의자가 아니라 아나키스트라고 불렀다. 이러한 좌절에도 불구하고, 프랑스 혁명 정권과 바뷔프의 불운한 반란의 예는 "재산은 도둑질이다!"라고 선언한 앙리 드 생시몽, 루이 블랑, 샤를 푸리에, 피에르 조셉 프라우드혼과 같은 급진적인 프랑스 사상가들에게 영감을 주었다.
1830년대와 1840년대에 이르러 공산주의에 대한 평등주의 개념과 사회주의에 대한 관련 사상은 부르주아 계급의 자유주의와 개인주의의 비평이 널리 퍼진 피에르 르루와 같은 사회 비평가와 철학자들의 저술로 인해 프랑스 혁명계에서 널리 대중화되었다. 1832년 Leroux가 쓴 글에 따르면, "개인주의 외에 다른 어떤 목적도 인정하지 않는 것은 하층민들을 잔인한 착취로 인도하는 것이다. 프롤레타리아는 골동품 노예제 부활에 지나지 않는다." 그는 또한 생산수단의 사적 소유가 하층민의 착취에 허용되었고 사유재산은 인간의 존엄성과는 다른 개념이라고 주장했다. 사회주의자인 테오도르 데자미, 에티엔 카벳, 장 자크 필로를 포함한 프랑스의 공동 소유를 지지하는 사람들이 프랑스어로 공산주의라는 믿음 체계를 설명하기 위해 공산주의라는 단어를 명시적으로 사용하기 시작한 것은 1840년이었다. 프랑스에서 공산주의 운동의 인기를 확립한 획기적인 사건은 1840년 데자미가 프랑스 벨레빌에서 알베르트 라폰네라이와 함께 연회를 조직했을 때 일어났는데, 이것은 매우 성공적이었기 때문에 더 계획적인 공산주의 연회는 프랑스 정부에 의해 불법화되어야만 했다. 데자미는 1842년 그의 저서 Code la Communaté에서 필요한 것은 모든 활동이 중앙집권화된 "공동 재산의 완전하고 제한 없는 사회"라고 주장했다. 1840년대의 가장 두드러지고 영향력 있는 프랑스 공산주의자들 중 한 명은 부르주아 지배 국가를 전복시키기 위해 폭력적인 혁명 행동이 사용되어야 한다는 신념으로 유명한 아우구스트 블랑키였다. 블랑키의 추정에서 혁명은 만약 작은 비밀 단체에 의해 실행된다면 가장 성공적일 것이며, 그 다음에 프롤레타리아 독재 정권을 설치할 수 있을 것이다. 이들 프랑스 작가들의 작품과 가르침, 현재 공산주의자로 자칭되고 있는 많은 이들이 빌헬름 바이틀링이 이끄는 1836년 정의의 기독교 공산주의 연맹과 같은 새로운 공산주의 집단에 영감을 주었으며, 이는 나중에 브뤼셀의 공산주의 통신위원회와 통합될 것이다. 1847년 이 두 그룹의 합병은 독일 사회주의 노동당의 지도자 카를 샤페르가 이끄는 공산주의 연맹을 결성하였고, 같은 해 두 명의 창립 멤버 칼 마르크스와 프리드리히 엥겔스가 새로운 정당의 원칙을 설명하는 선언문을 작성하도록 위임하였다.

### 마르크스주의
1840년대, 정치적 위협으로 여겨졌던 독일 주 당국의 압력을 피해 망명하여 영국에 살고 있던 독일의 철학자이자 사회학자 칼 마르크스는 현재 마르크스주의로 알려진 다양한 공산주의에 대한 그의 이론을 개괄한 책을 출판하기 시작했다. 마르크스는 1849년 엥겔스(1820–1895)의 재정적인  지원을 받았다. 마르크스와 엥겔스는 이전의 철학자들로부터 많은 영향을 받았다. 정치적으로, 그들은 막시밀리앵 로베스피에르와 프랑스 혁명의 다른 급진적인 인물들에 의해 영향을 받았고, 경제적으로 그들은 데이비드 리카도의 영향을 받았다. 철학적으로 그들은 게오르크 빌헬름 프리드리히 헤겔의 영향을 받았다. 엥겔스는 1845년부터 영국 맨체스터에 있는 체탐스 도서관에서 정기적으로 마르크스를 만났다. 엥겔스가 영국 노동계급의 조건(Condition of the Working Class in England)에 실린 산업 맨체스터에 대한 자신의 경험을 전하면서 노동계급의 투쟁을 강조한 것은 바로 여기에 있었다.
마르크스는 "지금까지 존재하는 모든 사회의 역사는 계급투쟁의 역사"라고 말했는데, 그는 당시 사회를 지배했던 부르주아 계급(선정 소수 상류층과 상류 중산층)과 모든 것을 생산하기 위해 노력했지만 정치적인 것은 없는 프롤레타리아(서민층 대중) 사이에서 일어나고 있다고 믿었다. 조종하다 그는 인간 사회가 원시 공산주의에서 노예제, 봉건주의, 그리고 자본주의에 이르기까지 일련의 진보적 단계를 거쳤으며, 이것은 다시 공산주의로 대체될 것이라고 주장했다. 마르크스에게 공산주의는 필연적이면서도 불확실하고 바람직한 것으로 여겨졌다.
마르크스는 1846년에 공산주의 통신 위원회를 설립하여 유럽 전역의 다양한 공산주의자들, 사회주의자들, 그리고 다른 좌파들이 정치적 억압에 직면하여 서로 연락할 수 있게 하였다. 그 후 그는 1848년에 공산주의 선언서를 출판했는데, 이것은 지금까지 쓰여진 가장 영향력 있는 공산주의 교과서들 중 하나임이 입증될 것이다. 이후 그는 자본주의 경제와 그것이 정치, 사회, 철학에 미치는 영향을 검토하고 비판할 수 있는 다권 서사시에 대한 작업을 시작했다. 이 서사시의 첫 번째 책은 자본이라고 알려져 있다. 그러나, 마르크스와 엥겔스는 공산주의에 관한 글쓰기에만 관심이 있는 것이 아니라, 유럽 전역의 공산주의 정부를 만드는 혁명적인 활동을 지원하는 데에도 적극적이었다. 그들은 국제 노동자 협회를 설립하는데 도움을 주었는데, 이 협회는 후에 마르크스가 협회의 총회에 선출되면서 다양한 공산주의자들과 사회주의자들을 결속시킨 최초의 국제 운동가로 알려지게 되었다.

## 공산주의의 시작(1917~1944)

### 10월혁명
20세기 초에 러시아 제국은 차르 니콜라스 2세에 의해 지배된 독재 정치였으며, 러시아에서는 수백만 명의 농민이 비참한 가난 속에서 살고 있었다. 반공 역사가 로버트 서비스(Robert Service)는 "가난과 억압이 마르크스주의가 성장하기에 가장 좋은 토지가 되었다"고 언급했다. 이념을 이 나라에 도입한 가장 책임이 큰 사람은 게오르기 플레카노프(Georgi Plekhanov)였지만, 이 운동 자체는 한동안 그의 신념으로 인해 시베리아에 있는 수용소에 유배되었던 블라디미르 레닌에 의해 조직되었다. 러시아 사민당이라고 알려진 마르크스주의 집단이 레닌이 이끄는 볼셰비키와 율리우스 마르토프가 이끄는 멘셰비키라는 두 개의 주요 파벌로 나뉘었지만, 러시아에서 결성되었다. 1905년, 차르 통치에 반대하는 혁명이 일어나 소련이라고 알려진 노동자 협의회가 전국 각지에서 결성되었고 차르인들은 민주 개혁을 강요받았고, 선출된 정부인 두마를 도입했다.
1917년, 제1차 세계 대전에 러시아를 포함한 두마에 대한 사회적 불안과 함께 볼셰비키들은 10월 혁명에서 정권을 잡았다. 그들은 다양한 산업을 국유화하고 부유한 귀족들로부터 토지를 몰수하여 농민들에게 재분배함으로써 나라를 개조하기 시작했다. 그들은 이후 독일과의 전쟁에서 철수하여, 러시아에서 많은 사람들 사이에서 인기가 없었던 브레스트-리토프스크 조약에 서명하였다. 새 정부는 처음부터 조지아 민주공화국에서 집권한 무정부주의자, 사회민주주의자, 러시아 사마라에서 코무흐를 조직한 사회주의-혁명가, 서방세계뿐 아니라 백위군으로 알려진 차리스트 저항세력을 흩뜨리는 등 다양한 시각을 가진 무수한 세력들의 저항에 직면했다.이것은 볼셰비키들이 러시아 내전을 승리로 이끌었고, 그 후에 그들의 권력을 온 나라에 통합함으로써 수도 모스크바의 크렘린으로부터 권력을 집중시켰다. 1920년대 초, 레닌은 흑인 노동자들을 모집하기 시작했고, 미국 정당들이 흑인 권리 운동을 위해 더 많은 일을 하지 않았다고 비난했다. 소수의 흑인 운동가들은 공산주의에 매료되었고, 시릴 브릭스는 아프리카 혈통 형제단이라고 불리는 단체를 이끌었다. 1922년, 러시아 사회주의 연방 소비에트 공화국은 공식적으로 소련 사회주의 공화국 연합을 이끌도록 재설계되었다.
1924년, 레닌은 건강이 좋지 않아 소련의 지도자직을 사임하고 곧 사망하였고, 이후 스탈린이 통치권을 장악하였다.

### 스탈린주의
1924년, 레닌의 핵심 볼셰비키 추종자였던 스탈린이 소련에서 정권을 잡았다. 스탈린은 니콜라이 부하린의 지도력을 지원받았으나, 정부 내에는 레프 카메네프, 레온 트로츠키, 그리고리 지노비예프 등 다양한 주요 반대파들이 있었다. 스탈린은 마르크스주의를 자신의 통치에 용이하게 만들기 위해 스탈린주의로 변형시키면서 소련 사회를 자신의 방식으로 통치하는 정책을 시작했다. 그는 레닌주의의 일환으로 신 경제정책과 같은 계속되도록 허용되었던 자본주의 시장정책의 일부를 포기했다. 스탈린주의 정책은 소련의 농업 생산의 많은 부분을 근본적으로 변화시켰고, 트랙터와 다른 기계들을 도입함으로써 그것을 현대화시켰고, 농장의 강제적 집단화 그리고 미리 결정된 목표에 따라 농민들로부터 곡물을 강제로 수집했다. 산업 노동자들에게는 먹을 수 있는 음식이 있었지만, 이동을 거부하는 농민들은 특히 카자흐스탄과 우크라이나에서 굶주림을 강요당했다. 연합 공산당은 작은 땅을 소유한 쿨락스를 목표로 삼았다.
스탈린은 코민테른을 장악하고 마르크스-레닌주의자가 아닌 모든 좌익세력을 반대하는 정책을 국제기구에서 도입하여 사회적 파시스트라고 칭했지만, 쥘 움베르-드로즈 같은 많은 공산주의자들은 이 정책에 대해 그의 의견에 동의하지 않았으며, 좌익세력이 우익세력의 증가에 대항하여 연합해야 한다고 믿었다. 1930년대 초, 스탈린은 방향을 바꾸어 공산주의 정당들이 사회주의자들과 다른 정치 세력들과 협력하는 대중적인 전방 운동을 추진하였다. 스페인 내전에서 공화당의 대의에 대한 폭넓은 지지를 동원하는 것이 최우선 과제였다.

### 대숙청
대숙청은 1936년 12월부터 1938년 11월까지 주로 운영되었지만, 레닌이 스탈린 시절부터 1918년 이전의 지도자들을 조직적으로 파괴한 이후 소련 체제에 체포와 즉결 재판의 특징이 잘 정착되었다. 스탈린은 보통 피고가 적의 스파이이거나 "국민의 적"으로 간주되는 정당성을 부여했다. 홍군에서는 대다수의 장성이 처형되었고 수십만 명의 다른 "국민의 적"들이 시베리아에서 비인간적인 상황이 빠른 죽음을 이끈 술래로 보내졌다.

### 반체제 공산주의자들
국제 우익 야당과 트로츠키즘은 오늘날에도 여전히 공산주의를 주장하는 반체제 인사들의 본보기이지만 그들만이 그런 것은 아니다. 독일에서, SPD의 분열은 처음에는 AAU-D, AAU-E, KAPD의 의회주의적 성향을 포함하는 다양한 공산주의 조합과 정당을 형성하도록 이끌었다. 독일 밖에서는 의회주의가 제한된 영향을 미쳤지만, 많은 국제 기구들이 형성되었다. 스페인에서는 좌우 반체제 인사들의 융합이 POUM 형성을 이끌었다. 또한 스페인 CNT는 혁명적 공산주의를 표방한 비마르크스주의 정당인 FAI 정당의 발전과 관련이 있다.

## 냉전 시작
- 1945년 5월 9일 : 소련은 제 2차 세계 대전에서 나치 독일에 대한 승리를 선언한다. 일본의 패배로 한국은 공산주의 북한(소련이 점령한)과 남쪽(미국이 점령한)으로 나뉘게 된다.

- 1947년 3월 12일 : 대통령 해리 S. 트루먼은 공산주의에서 방어를 제공하기 위해 베트남과 한국 전쟁으로 미국의 입장에 선도, 나중에 공산주의의 봉쇄를 요구하고, 인수. 이 교리는 미국 냉전 정책의 기초가 된다.

- 1946년 3월 5일 : 윈스턴 처칠 영국 총리가 미주리에서 유명한 "철의 장막" 연설을 하여 미국인들에게 소련과 서방 동맹국의 분열을 경고한다.

- 1949년 10월 1일 : 내전 후 중국 공산당 지도자인 마오 쩌둥이 자신의 중화 인민 공화국 창설을 선언하고 미국이 수십 년 동안 중국과의 외교 관계를 종료하도록 이끌었다.

- 1950년 7월 5일 : 공산주의 북한이 통일 된 공산주의 국가를 만들려는 의도로 남한을 침공한 후 최초의 미군이 유엔군을 이끌고 한국 전쟁에 참전했다. 전쟁은 1953년 7월 27일까지 지속되며 북한, 중국, 유엔이 휴전 협정에 서명했다.[12]

## 쿠바, 베트남에서 공산주의자들의 승리
- 1959년 1월 1일 : 피델 카스트로가 부패한 풀겐시오 바티스타 정권을 전복하고 쿠바가 공산주의 국가가 되었다.

- 1976년 4월 25일 : 베트남 전쟁이 끝나고 사이공이 함락된 후 남 베트남의 수도가 공산군에 의해 점령되었다. 몇 달 후인 7월, 베트남은 공산주의 통치하에 베트남 사회주의 공화국으로 통일된다.

- 1983년 10월 25일 : 미국은 로널드 레이건 대통령의 명령에 따라 그레나다를 침공하여 모리스 비숍 총리가 이끄는 공산주의 정권 하에서 미국 국민의 안전을 확보했다. 친 마르크스주의 정부는 약 일주일 만에 전복되었다.

- 1989년 6월 4일 : 몇 주 동안의 시위 끝에 공산당 중국 정부는 베이징 천안문 광장에서 민주화를 촉구하는 시위대를 공격하기 위해 군대를 파견한다. 피비린내 나는 폭력은 수백에서 수천 명의 죽음으로 끝난다(공식적인 사망자 수는 공개되지 않았다).[12]

## 베를린 장벽 붕괴, 소련 해체
- 1989년 11월 9일 : 공산주의 국가인 동베를린과 민주적인 서베를린을 거의 30년 동안 분리시킨 베를린 장벽이 무너졌다. 1989-90년 사이에 체코슬로바키아, 헝가리, 불가리아, 폴란드, 루마니아, 베냉, 모잠비크, 니카라과, 예멘의 공산주의 정권이 붕괴되었다.

- 1991년 12월 25일 : 미하일 고르바초프의 사임으로 소련이 해체되었다. 보리스 옐친 새 러시아 대통령 이 공산당을 금지한다. 공산주의는 곧 아프가니스탄, 알바니아, 앙골라, 콩고, 케냐, 유고 슬라비아 및 기타 국가에서 끝을 맺는다. 중국, 쿠바, 라오스, 베트남은 여전히 공산주의 통치하에 있다. 북한 정부가 스스로를 공산주의자라고 부르지는 않지만 북한은 명목상 공산주의자로 남아 있다.[12] 2021년 북한 여당은 공산주의 목표로의 복귀를 선언했다.[13]

## 같이 보기
- 중화인민공화국의 대외 관계
- 쿠바의 대외 관계
- 조선민주주의인민공화국의 대외 관계
- 베트남의 대외 관계
- 프랑수아 퓌레